# 福崎町立八千種小学校
福崎町立八千種小学校(ふくさきちょうりつやちくさしょうがっこう)は、兵庫県神崎郡福崎町八千種にある公立小学校。

## 概要
元々は2クラスあったが、現在は6学年全て1クラスであり特別支援学級は3クラスである。全校生徒は150人ほどと規模は小さいが歴史は古く明治から続いている学校である。

## 沿革
- 1873年3月八千種地区の創立荘敬小学校と1872年創立の実功小学校が1877年10月15日に合併し春日小学校誕生。

- 1880年-1872年大貫地区の創立の一貫小学校と合併。

- 1884年-2月15日現在地に元校舎を移転。増築し通学区は八千種村全体になった。これが現在の八千種小学校の前身となりこの日を創立記念日と定める。

- 1886年-1月8日船津村先進小学校と合併し春日分校となる。

- 1887年-4月1日小学校令改正。

春日簡易小学校となる。
- 1892年-4月1日小学校令が改正され春日小学校になる。10月1日春日小学校から八千種尋常小学校なる。

- 1904年-4月1日高等科併設により八千種尋常高等小学校になる。

- 1922年-9月25日校舎ならびに講堂改築

- 1946年-4月1日国民学校令実施により、八千種国民学校と改称。

- 1956年-5月3日町村合併に伴い八千種村が廃止され福崎町になる。学校名は福崎町立八千種小学校と改称。

- 1957年-3月29日新校舎(前)工事

- 1960年-7月18日新校舎(後)工事

- 1980年-4月1日旧八千種中学校と旧田原中学校が統合され福崎町立福崎東中学校設立。旧八千種中学校の体育館およびプール移管。

- 1984年-3月18日創立百周年記念式挙行

- 2000年-4月25日新プール工事。

- 2003年-2月28日体育館補修工事完成

- 2007年-3月29日新体育館工事

- 2010年-2月26日藤棚設置完了

- 2012年-1月10日トイレ部分洋式化工事完了

- 2014年-8月22日体育館非構造部材耐震化工事完了

## 校区
- 八千種(小倉区、鍛冶屋区、庄区、余田区)[1]
- 大貫(西大貫、東大貫、南大貫)

## 卒業後の進路
- 福崎町立福崎東中学校

## 木造校舎の火災
1990年5月27日に当時の木造校舎の保健室から漏電し全半焼。これにより体育館や公民館などで授業を行い同年9月1日にプレハブの仮校舎で2学期の授業を開始。翌年の9月1日からは現在の校舎にて授業が始まった。

## 校区が隣接している学校
- 福崎町立田原小学校
- 姫路市立船津小学校
- 姫路市立山田小学校
- 加西市立賀茂小学校
- 加西市立富田小学校
- 市川町立瀬加小学校